# Тајкондерога (Њујорк)
Тајкондерога (енгл. Ticonderoga) насељено је место без административног статуса у америчкој савезној држави Њујорк.

## Демографија
По попису из 2010. године број становника је 3.382.
| Група             | 2000.    | 2010.         |
| Белци             | 0 (0,0%) | 3.255 (96,2%) |
| Афроамериканци    | 0 (0,0%) | 8 (0,2%)      |
| Азијати           | 0 (0,0%) | 36 (1,1%)     |
| Хиспаноамериканци | 0 (0,0%) | 36 (1,1%)     |
| Укупно            | 0        | 3.382         |